# Stadionul Peter Mokaba
Stadionul Peter Mokaba este un arenă de fotbal din Polokwane, Africa de Sud. Are o capacitate de 45.000 de locuri (46.000 conform site-ului FIFA) pentru Campionatul Mondial de Fotbal 2010. 
Construcția sa a început în martie 2007, după planurile realizate de compania locală Prism Architects. La construcția edificiului, inspirat de forma unui Baobab participă mai multe companii.

Conform datelor FIFA, acest stadion va fi inaugurat în 2010, iar după finalizare va servi ca gazdă atât pentru meciurile de fotbal cât și de rugby. Stadionul a fost numit după Peter Mokaba, un fost lider  al Aripii Tinere a Congerului Național African.

## Campionatul Mondial de fotbal 2010
| Data       | Ora (UTC+2) | Echipa #1 | Rez | Echipa #2     | Runda   | Spectatori (nr.) |
| ---------- | ----------- | --------- | --- | ------------- | ------- | ---------------- |
| 2010-06-13 | 13.30       | Algeria   | vs  | Slovenia      | Grupa C | –                |
| 2010-06-17 | 20.30       | Franța    | vs  | Mexic         | Grupa A | –                |
| 2010-06-22 | 20.30       | Grecia    | vs  | Argentina     | Gropa A | –                |
| 2010-06-24 | 16.00       | Paraguay  | vs  | Noua Zeelandă | Grupa F | –                |